# Chamberlain (Dakota del Sur)
Chamberlain es una ciudad ubicada en el condado de Brule en el estado estadounidense de Dakota del Sur. En el Censo de 2010 tenía una población de 2387 habitantes y una densidad poblacional de 118 personas por km². Se encuentra junto a la confluencia de los ríos Misuri y White.

## Geografía
Chamberlain se encuentra ubicada en las coordenadas 43°47′13″N 99°19′31″O / 43.78694, -99.32528. Según la Oficina del Censo de los Estados Unidos, Chamberlain tiene una superficie total de 20.31 km², de la cual 17.21 km² corresponden a tierra firme y (15.26%) 3.1 km² es agua.

## Demografía
Según el censo de 2010, había 2.387 personas residiendo en Chamberlain. La densidad de población era de 117,55 hab./km². De los 2.387 habitantes, Chamberlain estaba compuesto por el 81.86% blancos, el 0.29% eran afroamericanos, el 14.79% eran amerindios, el 0.17% eran asiáticos, el 0.04% eran isleños del Pacífico, el 0.08% eran de otras razas y el 2.76% pertenecían a dos o más razas. Del total de la población el 1.51% eran hispanos o latinos de cualquier raza.